# زوران چوتورا
زوران چوتورا (انگلیسی: Zoran Čutura؛ زادهٔ ۱۲ مارس ۱۹۶۲) بازیکن بسکتبال اهل یوگسلاوی بود.
وی در مسابقات کشوری و بین‌المللی در مجموع برندهٔ ۳ مدال طلا، ۲ مدال نقره، ۱ مدال برنز شده‌است.